# Sofia de Wittelsbach
Sofia de Wittelsbach (n. 1170 – d. 1238) aparținând Casei de Wittelsbach, a devenit prin căsătorie landgrafină de Turingia.
Sofia a fost o fiică a ducelui Otto al III-lea de Bavaria și a soției sale, Agnes de Loon.
În 1196 Sofia s-a căsătorit cu landgraful Herman I de Thuringia, fiind a doua soție a acestuia. Ei au avut șase copii:
- Irmgarda (n. 1197), căsătorită în 1211 cu contele Henric I de Anhalt, din Casa de Ascania;
- Ludovic (n. 1200–d. 1227), succesor ca landgraf de Turingia;
- Herman (n. 1202–d. 1216);
- Conrad (n. 1204–d.1247), devenit mare maestru al Ordinului Cavalerilor Teutoni;
- Henric Raspe (n. 1204–d. 1247), devenit landgraf de Turingia;
- Agnes, căsătorită întâi în 1225 cu Henric "Profanul" de Babenberg (n. 1208–d. 1228), fiu al margrafului Leopold al IV-lea de Austria și apoi în 1229 cu ducele Albert I de Saxonia (n.c. 1175 – d. 1261).